# Pueblo yoruba
El pueblo yoruba (yorùbá según su propia ortografía) constituyen un gran grupo etnolingüístico del oeste africano.

## Localización de los yorubas
Los yorubas constituyen aproximadamente el 30 % de la población total de Nigeria, y llegan desde los 28 hasta los 40 millones de individuos en toda la región (22 millones hablan su idioma). Comparten fronteras con los borgu (también llamados bariba y borgagua) en el noroeste, los nupe y ebira en el norte, los esan y edo en el sureste, los igala y otros grupos relacionados en el noreste y los egun, fon y otros pueblos de habla gbe en el suroeste.
Aunque la mayoría de los yoruba vive en el suroeste de Nigeria, hay también significativas comunidades yoruba (o de origen yoruba) en la repúblicas de Benín y Togo, así como una diáspora yoruba en Sierra Leona, Brasil, Colombia, Ecuador, Cuba, Puerto Rico, Carolina del Norte (Estados Unidos), República Dominicana, Trinidad y Tobago, México, Venezuela, Panamá, Honduras y Uruguay.
Los yorubas son el principal grupo étnico de los estados de Ekiti, Lagos, Ogun, Ondo, Osun y Oyo, que son subdivisiones políticas de Nigeria; también constituyen una significativa proporción de los estados de Kwara y Kogi, así como de la república de Benín.
También cuentan con todo un sistema religioso que se ha expandido en toda la diáspora yoruba, conocida como Regla de Osha-Ifá o Santería en la mitología yoruba.
Muchas personas de ascendencia africana en América poseen ancestros yorubas (junto a otros muchos grupos étnicos) en alguna proporción. Un porcentaje significativo de africanos esclavizados en el continente americano tienen sus orígenes en esta región.

### Mito original
Existen muchas versiones sobre el origen yoruba, la más popular de las cuales gira en torno a una figura llamada Oduduwá. De acuerdo con un registro de uno de los primeros historiadores yorubas, el reverendo nigeriano Samuel Johnson (un òyó convertido al cristianismo), Oduduwá era el líder de un ejército invasor del Este (un lugar a menudo identificado con La Meca, Egipto y Sudán, o el noreste de Nigeria) que estableció el sistema de gobierno constitucional monárquico entre los indígenas que encontró a su paso.
Otras versiones del mito hablan de que Oduduwá fue enviado abajo por Olodumare, el Creador, para darles vida a los primeros seres humanos a partir del suelo arcilloso de Ilė-Ifę. Odudua es también el nombre de una importante diosa de la Tierra, la esposa de Obatalá, y algunos académicos señalan una conexión entre el fundador semi mitológico de las tradiciones monárquicas de Ifẹ, Oyo, y Benín, así como de la antigua deidad femenina. El nombre de Oduduwá significa: ‘aquel [o/ohun] que creó el conocimiento [odu] del carácter [iwa] o o dudu, o l'ewa/o n'iwa’: ‘él es negro y hermoso o de buenos modales’, haciendo referencia al papel supremo de la figura en establecer la filosofía yoruba y la negrura, ya sea mítica o históricamente. Los yorubas son siempre aludidos como los «iorubá, omo Oduduwá [O’oduá]» (‘yoruba, hijos de Oduduwá’).
El nombre también guarda conexión con la literatura del sistema de adivinación geomántica yoruba, Ifá. Los últimos capítulos rememorados y cantados por los consultantes de adivinación babalawo durante una sesión ifá, reciben el nombre de odu.
Oduduwá fue el fundador de Ile-Ife. Fue enviado desde los cielos por Olodumare para establecer la Tierra y crear a sus habitantes, luego de que otro pastor de Olodumare, Obatalá, fallara en el intento. A tal efecto, Oduduwá recibió un gallo y un saco de arena, ya que la tierra se hallaba cubierta de agua en aquel entonces. Mientras descendía desde los cielos, el gallo que iba con él se escapó y comenzó a volar, por lo que en su intento por atraparlo, dejó caer el saco de arena. Ésta comenzó a bajar hacia el agua. En su descenso, Oduduwá se dio cuenta de que la arena había formado una pequeña "colina", emergiendo desde las aguas, y que el gallo se había posicionado sobre ella expandiendo la arena con sus patas. En consecuencia, la tierra siguió extendiéndose hasta formar el suelo de la tierra. Luego, llamó a ese montón Ile n'fe, la tierra se estaba extendiendo, y de ahí el nombre de Ile-Ife, el pueblo ancestral de la humanidad y de los yoruba. Obatalá bajó más adelante junto a los otros y creó a los humanos.

### Historia general
La ciudad de Ile Ife, habitada por los yoruba en el siglo IV a. C., se convirtió en el centro cultural de la población. Hacia el año 900, la ciudad-estado yoruba de Ile Ife se autoproclamó como una potencia dominante en las tierras de los yoruba (centro y suroeste de Nigeria, Benín y Togo), aunque existían estados complejos a lo largo de la región. En teoría, las ciudades-estado yoruba reconocían ampliamente la primacía de la antigua ciudad de Ile Ife. El imperio sureste de Benín, reinó mediante una dinastía que remontaba sus orígenes a Ifẹ y Oduduwá, pero muy poblada por los Ẹdo y otras etnias relacionadas, también mantuvo una influencia considerable en la elección de nobles y reyes al este de Yoruba.
Muchas de las ciudades-estado eran controladas por monarcas obas y ministros nombrados desde los nobles, líderes gremiales y comerciantes. Diversos estados vieron diferencias de poder entre los dos. Algunos tenían monarcas poderosos y semiautomáticos con un control casi total, mientras que otros, los ministros eran supremos y el oba servía como figura importante. En todos los casos, los monarcas yoruba eran materia de aprobación constante por parte de sus constituyentes y podían ser obligados fácilmente a abdicar si demostraban tendencias dictatoriales o incompetencia. La orden de desalojar el trono era generalmente comunicada a través de un mensaje simbólico, o aroko, de huevos de papagayo repartidos por los senadores.
Antes de la abolición de la esclavitud, los europeos conocían a algunos grupos yoruba como Akú, un nombre derivado de las primeras palabras de saludos yoruba como Ẹ kú àárọ? (‘buenos días’) y Ẹ kú alẹ? (‘buenas tardes’).
Una variante de este grupo también es conocida como el "Okun", que es una forma de "A ku". Estos son yorubas encontrados en partes de los estados de Kogi: el "Yagba", Ekiti y Ondo. Los términos "Nago", "Anago", y "Ana" derivados del nombre de un grupo yoruba costero en la actual República de Benín, fueron asimismo ampliamente usados en documentos españoles y portugueses, para describir a todos los hablantes de esa lengua. Los yorubas en el África francófona occidental, siguen siendo a menudo conocidos por este etnónimo.
En los países caribeños en general, los yoruba son llamados "lucumi", por la frase o luku mi, que significa ‘amigo mío’ en algunos dialectos. Durante el siglo XIX, el término yariba o yoruba  amplió su uso, primeramente confinado al oió.
Se suele creer que el término deriva de un etnónimo hausa para los pueblos populosos del sur, pero no ha sido compartido por los historiadores.
Como una descripción étnica, la palabra apareció por primera vez en un tratado escrito por el académico songhai Ahmed Baba (siglo XVI) y es probable que haya derivado de los etnónimos indígenas oió (oyo) o yagba, dos grupos hablantes del yoruba sobre las franjas septentrionales de su territorio. Sin embargo, es probable que el etnónimo fue popularizado por el uso hausa y la etnografía escrita en arábico y ajamí. Bajo la influencia del obispo Samuel Ajayi Crowther, un clérigo yoruba, se extendieron numerosos misioneros para abarcar a todos los hablantes de dialectos relacionados.
La vida precolonial yoruba en la región de sabana entre la selva y el río Níger, fue arrastrada más hacia el sur por conflictos con el califato de Sakoto, un imperio musulmán militarista fundado por el académico fulani coránico Uthman Dan Fodio. Tras usurpar el poder en las ciudades-estado hausas del norte de Nigeria, el calibato de Sokoto también alcanzó el poder en Ilorín, uno de los pueblos yoruba más septentrionales, y devastó Oió-Ile, la ciudad capital del Imperio oió.
Tras perder el extremo norte de su región ante el calibato de Sokoto de caballerías, los oió retrocedieron en su mayoría a latitudes donde las moscas tsetsé impiden la supervivencia de los caballos. El califato intentó expandirse aún más hacia la región sur de la actual Nigeria, pero fue decisivamente derrotado por los ejércitos de Ibadán en 1840, convirtiendo a Ibadán en el "salvador de Yorubalandia".

## Organización social precolonial
Pese a que las monarquías son bastante comunes a lo largo de la región yorubaparlante, no fueron la única aproximación al gobierno y a la organización social. Las numerosas comunidades Ẹgba, halladas debajo de la región de sabana del Oió, fueron un notable ejemplo. Estas entidades independientes a menudo elegían a un oba, aunque los poderes políticos, legislativos y judiciales residían en el Ogboni, un ministro o representante de los ancianos importantes.
Cuando los ciudadanos de más de 150 comunidades Ẹgba y Owu emigraron a la ciudad-estado fortificada de Abeokuta durante las guerras internas del siglo XIX, cada cuartel retuvo su propio consejo y líder de asuntos civiles ogboni, junto con un olorogun, o jefe de líderes militares, y en algunos casos sus propios obas o baales electos. Estos consejos independientes elegían entonces a sus miembros más competentes para unirse al consejo civil federal o militar que representaba a la ciudad como una entidad.
El comandante Frederick Forbes, un representante de la Corona británica, escribiendo sobre su experiencia en la visita a la ciudad en la edición de 1853 de Church Military Intelligencer, describió a Abẹokuta como un sitio con "cuatro presidentes", y con un sistema de gobierno que tenía "840 gobernantes principales o 'Cámara de Senadores', 2800 jefes secundarios o 'Casa de los Comunes', 140 militares principales y 280 secundarios". Describió a Abẹokuta y a su sistema de gobierno como "la república más extraordinaria en el mundo".
Los consejos de liderazgo gerontocrático que se oponían a la monopolización del poder por un monarca, eran un rasgo proverbial de los Ẹgba, según el eminente historiador oió, el reverendo Samuel Johnson, pero tales consejos también estaban bien desarrollados entre los grupos Okun del norte, los Ekiti del este, y otros grupos que recaían en el mismo campo étnico de los Yorubas. Incluso en Oió, el más centralizado de los reinos precoloniales, el Alaafin consultaba sobre todas las decisiones políticas con un primer ministro (el Basọrun) y el consejo de los nobles liderantes conocidos como los oió mesi.
Ibadán, una ciudad-estado y protoimperio fundado en el siglo XIX por un grupo políglota de refugiados, soldados, y comerciantes itinerantes de oió y otros subgrupos yorubas, prescindieron ampliamente del concepto de monarquía, optando por elegir tanto consejos militares como civiles a partir de un número de ciudadanos eminentes. La ciudad pasó a ser una república militar, con distinguidos soldados ejerciendo poderes políticos a través de su elección por aclamación popular y el respeto de sus pares. Algunas prácticas similares fueron adoptadas por los Ijẹsa y otros grupos, que percibieron un alza correspondiente en la influencia social de aventureros militares y exitosos empresarios.
Los gremios ocupacionales, los clubes sociales, las sociedades secretas o iniciativas, y las unidades religiosas, comúnmente conocidas como Ẹgbẹ en yoruba, incluían a los Parakoyi (o liga de comerciantes) y los Ẹgbẹ Odẹ (gremio de cazadores), y mantenían un papel importante en el comercio, el control social, y la educación vocacional en el entorno yoruba.
También existen ejemplos de otras organizaciones señoriales en la región. Cuando los Ẹgba resistieron la dominación imperial del Imperio oió, una figura llamada Lisabi es asociado con la creación o resurrección de una organización cubierta tradicional conocida como Ẹgbẹ Aro. Este grupo, originalmente una unión de granjeros, fue convertida en una red de milicias secretas alrededor de las selvas Ẹgba, y cada refugio se unía para derrocar a los Ajeles de los oió (administradores asignados) a finales del siglo XVIII.
De forma similar, las ligas cubiertas de resistencia militar como los Ekitiparapọ y la alianza Ogidi fueron organizadas durante las guerras del siglo XIX, por las a menudo descentralizadas comunidades de los Ekiti, Ijẹṣa, Ìgbómìnà y Okun Yoruba, para así resistir a varios planes imperiales expansionistas de Ibadán, Nupe, y el calibato de Sokoto.
La monarquía de cualquier ciudad-estado se hallaba por lo general limitada a un número de linajes reales. Una familia podía ser excluida del reinado y de la jefatura, si un miembro de la misma, o sirviente o esclavo perteneciente al grupo familiar cometía algún crimen, como podía ser robo, fraude, homicidio, o violación. En otras ciudades-estado, la monarquía estaba sujeta a la elección de cualquier ciudadano nacido libre y de sexo masculino. También hay, en Ileṣa, Ondo, y otras comunidades yorubas, muchas tradiciones de obas femeninas, aunque ya era relativemente más inusual.
Los reyes eran casi siempre polígamos, y muchos tenían incluso hasta 20 esposas. También contraían matrimonio con miembros de la familia real de otros pueblos o ciudades estado.
En el matrimonio yoruba se exigía virginidad a la novia.
La cultura era mayormente patriarcal.
De acuerdo al antropólogo yoruba Nathaniel Fadipe, en la época precolonial se creía que el hombre es superior a la mujer. La mujer estaba sometida al marido, quien podía usar un látigo para disciplinarla.
Aunque muchas familias eran monógamas, estaba permitida la poliginia (un marido con 2 o más esposas) pero no la poliandria (una mujer con más de un marido).
Existían distintos tipos de esposas: esposas normales nacidas libres, esposas donadas, esposas inducidas por empeño (un padre siempre podía libremente empeñar a sus hijos e hijas como peones), esposas por levirato (puesto que la mujer era comprada por la familia del marido, si este moría era heredada por otro familiar) y esposas esclavas.
El trato de un hombre a sus esposas era más bien frío y formal y, cada mañana, ellas debían arrodillarse y presentarle sus respetos.
Antes del matrimonio, la mutilación genital femenina se practicaba en algunas comunidades, entre ellas la del estado Oyo (Oió) - Yoruba, donde es una costumbre milenaria que se remonta a antes de la llegada del islam y el cristianismo (y sigue vigente hoy).
Esto se basa en la idea de que si se extirpa el clítoris, el deseo y respuesta sexual de la niña hacia los hombres se reduce, lo que disminuye la probabilidad de que tenga relaciones sexuales extramatrimoniales.
Adicionalmente se cree que la ablación disminuye la demanda sexual de una mujer hacia su esposo, lo que le posibilita a este tener varias esposas.

## Cultura

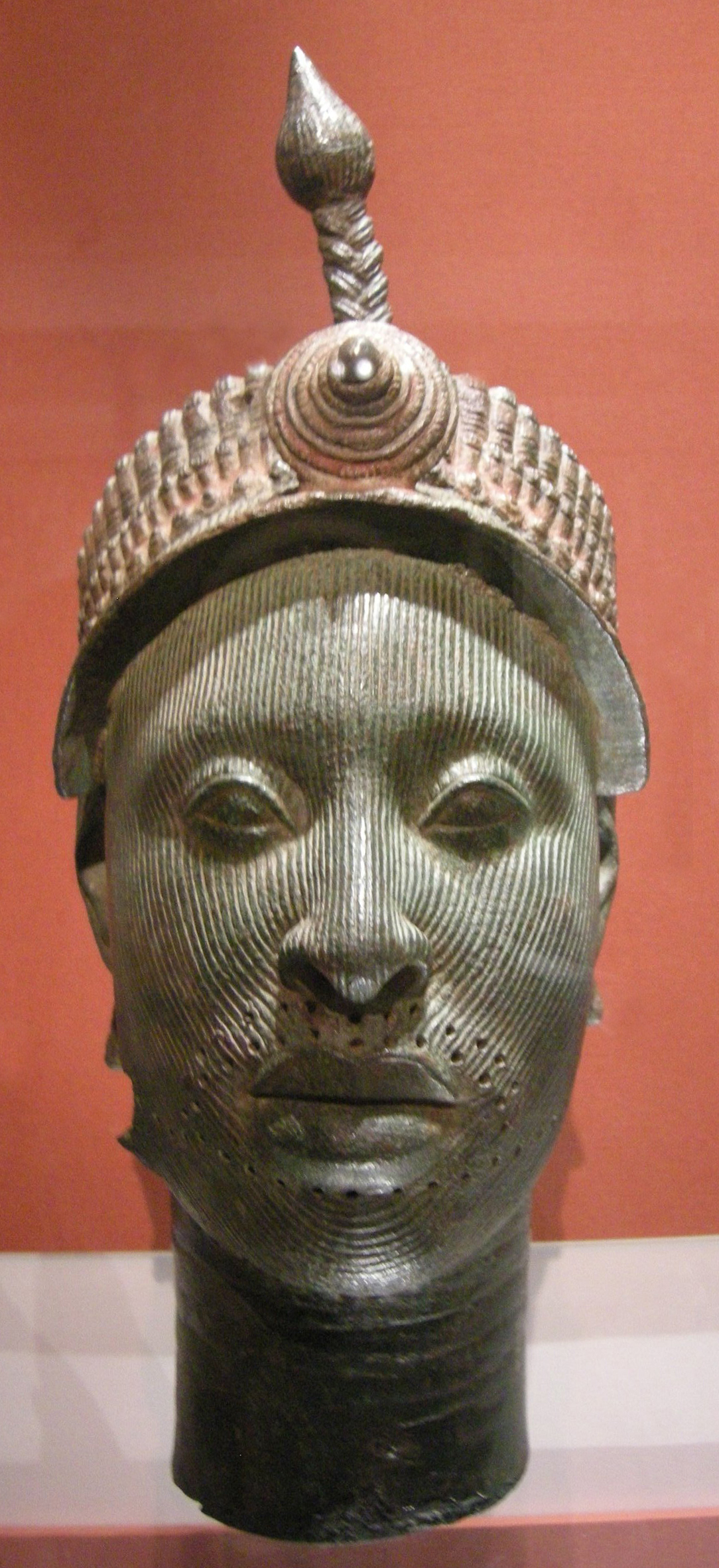
Cabeza de Bronce de Ife; -; latón; Museo Británico (Londres)

Los yorubas son uno de los grupos étnicos africanos cuyo patrimonio cultural e identidad son reconocibles en América, pese a los efectos debilitantes de la esclavitud. El culto y las diversas formas artísticas de la religión Oriṣa, a menudo llamada "Ṣhangófaiter, Papa 
shangó", son muy populares en Latinoamérica, especialmente en Venezuela, Haití, Brasil, Cuba, República Dominicana y Puerto Rico; todas y cada una de las cuales tienen sus raíces en la música yoruba. Quizás su artista material más representativo sea Olowe de Ise. Sus creencias religiosas son complejas, y reconocen una amplia variedad de deidades. Olọrun o Olodumare es venerado como el creador, con los otros Oriṣas sirviendo de emisarios o intermediarios que ayudan con los asuntos humanos.
El yoruba estuvo en contacto con el islam a través del Comercio árabe de esclavos con el Imperio malí de Mansa Musa, y con una religión a la que se ha referido como "Esin-Mali" (la religión de Malí). Los musulmanes estaban mayoritariamente concentrados en muchas de las metrópolis yorubas de ese tiempo, como en Ibadán, Ijebu-Ode, Shaki, Oyo, y Abeokuta. Yorubalandia se encontró con el cristianismo a la llegada de los colonizadores, 400 años después del contacto con el islam. Los misioneros cristianos establecieron escuelas y los yorubas se han convertido al cristianismo desde el siglo XIX. En los Estados Unidos, son reconocibles, en conjunto con otros inmigrantes nigerianos, por ser cristianos estrictos, observándose muchas de las perspectivas bíblicas conservadoras. También son prominentes en algunas congregaciones urbanas musulmanas. Asimismo, participan de varias formas de culto religioso del Ifa/Oriṣa.
El repertorio de representación yoruba incluye varias obras de mascarada, óperas folclóricas, vibrantes vídeos y cinematografía. Una mascarada yoruba, Gẹlẹdẹ, de la región de Ketu en la moderna república de Benín, ha sido reconocida como una obra maestra del patrimonio oral e intangible de la humanidad por Unesco. Otros aspectos de la cultura yoruba, identificados como obras maestras de ingenio cultural humano, incluyen al corpus de Ifá, una colección de cientos de poemas empleados para ceremonias divinas; y la arboleda sagrada de Oṣun-Oṣogbo, uno de los pocos sitios funcionales que han perdurado para las ceremonias tradicionales religiosas en Nigeria, y un grupo de visitantes de todas partes del mundo.
Una cantidad incontable de artículos académicos se han inclinado a examinar las representaciones de Egungun (representante de los espíritus ancestrales que visitan a los vivos); Epa (representaciones simbólicas que promueven de forma variada el valor y la fertilidad); y Ẹyọ, una procesión de bailarines enmascarados.
El pueblo yoruba evalúa los gestos mucho más que otras tribus africanas. Cuando se saluda a un mayor, si es hombre se le debe hacer reverencias, y si es mujer se le debe cortejar. A veces, cuando se saluda a alguien, como por ejemplo a un miembro de la casa real, una mujer se debe arrodillar y levantarse rápidamente. El hombre debe echarse al suelo frente a esa persona importante, y luego ponerse de pie.

### Mitología y religión yoruba

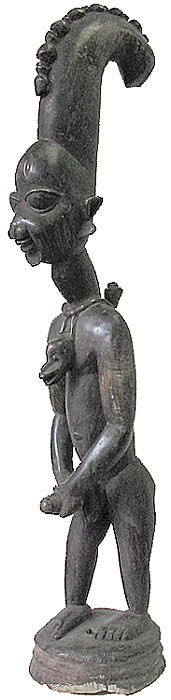
Estatua del orisá Esu, Oyo, Nigeria, 1920.

La religión y la mitología yoruba tienen una influencia considerable en África occidental, principalmente en Nigeria, y ha dado lugar a muchas religiones del Nuevo Mundo, como la santería (en Cuba, Puerto Rico, Rep. Dominicana y Venezuela), el Candomblé y el Africanismo.
Itan es el término que se le da a la suma total de todos los mitos yorubas, canciones, historias, y otros componentes culturales.
Muchas etnias yorubas fueron esclavizadas y llevadas a Rep. Dominicana, Haití, Cuba, Puerto Rico, Colombia, Brasil, Trinidad, Venezuela y al resto del Nuevo Mundo (principalmente en el siglo XIX, tras el colapso del Imperio Oyó, y la guerra civil que hundió a la región), portando con ellos a su religión.
Estos conceptos fueron combinados con religiones preexistentes de base africana, con el cristianismo, con la mitología amerindia, y con el espiritismo kardecista en varios linajes del Nuevo Mundo:
- Anago (Nigeria)
- Batuque (Brasil y Uruguay)
- Candomblé (Brasil)
- Idigene (Nigeria)
- Oyotunji (Estados Unidos)
- Santería (Cuba, Puerto Rico, República Dominicana y Venezuela)
- Umbanda (Brasil y Uruguay)

El tan conocido vudú de Haití combina las creencias religiosas de muchas nacionalidades étnicas africanas llevadas a la isla con la estructura y la liturgia de la Fon-Ewe del actual Benín, y la cultura congoangoleña de la región, pero la ideología religiosa y las deidades yorubas también juegan un papel importante.
Algunas de las deidades yorubas son:
- Olorun, Olodumare (Dios, Creador del Universo).
- Obatalá (Creador junto con Olodumare del Hombre, es dueño de todas las cabezas).
- Oya (diosa del viento, centellas, fuego, dueña de los panteones y del cementerio).
- Ifá (adivinación o destino).
- Esù Conocido como Eleggua en Cuba. Èsù.
- Ibejí (gemelos).
- Ogún ( Espíritu del hierro, dueño de las herramientas, armas y la guerra).
- Osoosi (Suerte, Cazador).
- Osain (medicina y salud).
- Yemójá (dueña del mar, diosa madre y protectora de los niños y las madres).
- Ṣàngó (Dios del trueno, fuego, la virilidad y la vitalidad).
- Osún (diosa del amor, dueña de ríos y arroyos, diosa de la fertilidad).

## Ciudades yorubas
Las principales ciudades yorubas son:
- Ibadán
- Lagos
- Abeokuta (Abẹokuta)
- Akure (Akurẹ)
- Ilorin (Ilọrin)
- Ijebu Ode (Ijẹbu Ode)
- Ijebu-Igbo (Ijẹbu-Igbo)
- Ogbomoso (Ogbomọṣọ)
- Ondo
- Ota (Ota),
- Ìlá Oràngún
- Ado-Ekiti
- Shagamu (Sagamu)
- Ikenne (Ikẹnnẹ)
- Osogbo
- Ilesa
- Oyo (Oió)
- Ife (Ilé-Ifẹ) y
- Ago-Iwoye
- Abuya (Capital)

Tradicionalmente, los yorubas se organizan en redes de villas, pueblos y reinos relacionados, con la mayoría de ellos liderados por un oba [rey] o baale [un noble o alcalde]. La capacidad de reinar no está determinada por la simple primogenitura, como en muchos sistemas monárquicos de gobierno. Un colegio electoral de jefes de linaje, generalmente es el encargado de seleccionar un miembro de una de las familias reales, y la selección se confirma, por lo general, mediante una petición de un adivino Ifa. Los Obas residen en palacios que se suelen ubicar en el centro de la ciudad. Opuesto al palacio real, se encuentra el oja oba, el mercado del rey. Estos mercados conforman una parte inherente de la vida yoruba. Como es la tradición, los mercados comerciales están bien organizados, poseen varios gremios, y un vocero electo.

## Deportes
Yorubalandia dispone de un estadio nacional en Lagos (capacidad de 55 000 personas), de un estadio de la libertad en Ibadán (el primer estadio de África) (capacidad de 40 000 personas), del estadio Teslim Balogun (capacidad de 35 000 personas), del estadio Mọṣhood Kaṣhimawo Abiọla en Abẹokuta (28 000 personas), y el estadio de Lekan Salami, en Ibadán (25 000 personas).
Los deportes tradicionales populares incluyen la lucha, llamada gidigbo o ijakadi; carreras a pie; natación y carreras en canoa en zonas de ríos; carreras a caballo en zonas de sabana, donde éstos pueden ser criados y alimentados; y varias formas de representaciones combativas, particularmente en festivales y ceremonias religiosas. Como sucede con otros nigerianos y africanos occidentales, el fútbol es el deporte actual más popular, seguido de juegos de campo, boxeo, y tenis de mesa.
Los yorubas también juegan al Ayò, su denominación para el popular juego de tablero llamado mancala en el resto de África.